# Bell Ville
Bell Ville è una città dell'Argentina, capoluogo del dipartimento di Unión nella provincia di Córdoba.
Nel 1968 e nel 1978 si è tenuto il campionato mondiale di biliardo Internazionale 5 quilles. Nel 2011 e nel 2012 si è tenuto il torneo di tennis "Copa Okinoi 2".

## Amministrazione

### Gemellaggi
- Bricherasio (TO), dal 1998;
- Yongkang, dal 2004.